# Stefano Sorrentino
Stefano Sorrentino (ur. 28 marca 1979 w Cava de’ Tirreni) – włoski piłkarz, występujący na pozycji bramkarza. Zawodnik Chievo.

## Kariera klubowa
Sorrentino karierę rozpoczynał w S.S. Lazio. Jednak zanim zdążył zadebiutować w barwach tego klubu, odszedł do Juventusu. W tej drużynie, również nie rozegrał żadnego spotkania. W 1998 roku przeszedł do Torino FC. W pierwszym sezonie zagrał w jednym meczu Serie B. Ekipa Granata zakończyła te rozgrywki na trzecim miejscu i awansowała do pierwszej ligi. Sorrentino został natomiast wypożyczony do trzecioligowego SS Juve Stabia, gdzie cały sezon przesiedział na ławce rezerwowych. W 2000 ponownie powędrował na wypożyczenie. Tym razem został graczem A.S. Varese 1910. Dla Leopardich zagrał 30 razy. W 2001 powrócił do Torino FC. Zaczął wtedy regularnie występować w pierwszym zespole tej ekipy. W 2002 doszedł z nią do drugiej rundy Pucharu Intertoto, a rok później, po zajęciu ostatniego miejsca w lidze, Torino zostało relegowane do drugiej ligi. W 2005 jego drużyna zajęła drugie miejsce na zapleczu Serie A, jednak poprzez kłopoty finansowe, mimo miejsca premiowanego awansem, pozostali w drugiej lidze. Sorrentino postanowił, więc odejść do greckiego AEK Ateny, związując się z tym klubem czteroletnim kontraktem.
Po narodzinach córki, Sorrentino poprosił prezydenta AEK-u Demisa Nikolaidisa o pozwolenie na transfer do ojczyzny, ponieważ jego żona nie czuła się komfortowo w Grecji. Jednak z powodu braku konkretnych propozycji przejścia, Włoch musiał pozostać w swojej dotychczasowej drużynie. Do jednego z najlepszych spotkań w barwach Enosis może zaliczyć pojedynek rozegrany w ramach ligi Mistrzów, przeciwko A.C. Milan, wygrany przez ekipę z Hellady 1-0. Sorrentino został wybrany piłkarzem meczu, ale także zwrócił na siebie kilku europejskich klubów.
W lipcu 2007 został wypożyczony do hiszpańskiego Recreativo Huelva. Rozegrał tam wszystkie 38 ligowych spotkań. Jego gra przyczyniła się do zajęcia szesnastej pozycji na koniec rozgrywek oraz uniknięciu spadku do drugiej ligi. Włodarze ekipy z Estadio Nuevo Colombino nie postanowili go jednak wykupić. 3 lipca 2008 został wypożyczony do beniaminka włoskiej Serie A – Chievo Werona i wystąpił w 36 meczach Serie A. Po sezonie działacze Chievo wykupili go na stałe. Zawodnikiem Chievo był do roku 2013.
Następnie występował w US Palermo, a w 2016 wrócił do Chievo.